# Elisabet Goula Sardà
Elisabet Goula Sardà (Barcelona, 1974) és una gestora i promotora cultural catalana.
Llicenciada en Ciències Polítiques per la Universitat Autònoma de Barcelona (UAB), i amb un Diploma d'Estudis Avançats (DEA) en Humanitats per la Universitat Pompeu Fabra (UPF), durant la seva trajectòria professional, ha estat coordinadora del programa de debats del Centre de Cultura Contemporània de Barcelona (CCCB) des de l'any 2002 i ha assumit diferents responsabilitats, des de la conceptualització i organització de múltiples projectes a nivell local i internacional, fins a la coordinació de la digitalització del fons del CCCB. També ha estat responsable al CCCB de projectes de gran abast com la 'Biennal de Pensament Ciutat Oberta'. L'any 2019 va guanyar un concurs públic, que la va portar a ser la cap de debats del CCCB, convertint-se en cap del Centre de documentació i debats del CCCB, sota les ordres de Judit Carrera Escudé que des del 2018 n'es la directora del CCCB.
A més de la seva trajectòria al CCCB, ha treballat al sector editorial i en diferents projectes culturals, com ara l'exposició «Orwell a Catalunya» (Casa de Cultura de Girona, 2003) o la publicació digital 50×7. Goula compta amb diferents publicacions acadèmiques i va ser seleccionada per formar part de l'antologia Veus de la nova narrativa catalana (2010). Alguns dels seus treballs giren sobre la figura i els aspectes polítics de l'obra del pintor abstracte nord-americà Robert Motherwell.